# Slumber Party
Slumber Party är en svensk musikproducentduo från Stockholm bestående av Joakim Jarl och Alexander Papadimas. De ingår i låtskrivarkollektivet La Clique Music, tillsammans med bland annat Mohombi. Slumber Party har också gjort en inofficiell remix av Mohombis "In your head" som i sin tur är en cover på The Cranberries låt "Zombie".

## Diskografi
- "Alright" (#6) från albumet Over The Rainbow av det sydkoreanska popbandet Rainbow
- "We Rule the world" av Happy Hoes[2]
- "Party Crusher" (#4) och "Love Muscle" (#6) från albumet Electric av Anniela
- Singlarna "Move Bitch", "Sushi", "Popcorn" och "Copy & Paste" av Paupau
- "Calling It Off" av den kinesiska popartisten Tang Xiao (唐笑)